# Gröbitz
Gröbitz ist ein Ortsteil der Einheitsgemeinde Stadt Teuchern im Burgenlandkreis in Sachsen-Anhalt. Es ist neben dem Gröbitz in der Niederlausitz der einzige Ort mit dem Namen Gröbitz in Deutschland.

## Geografie

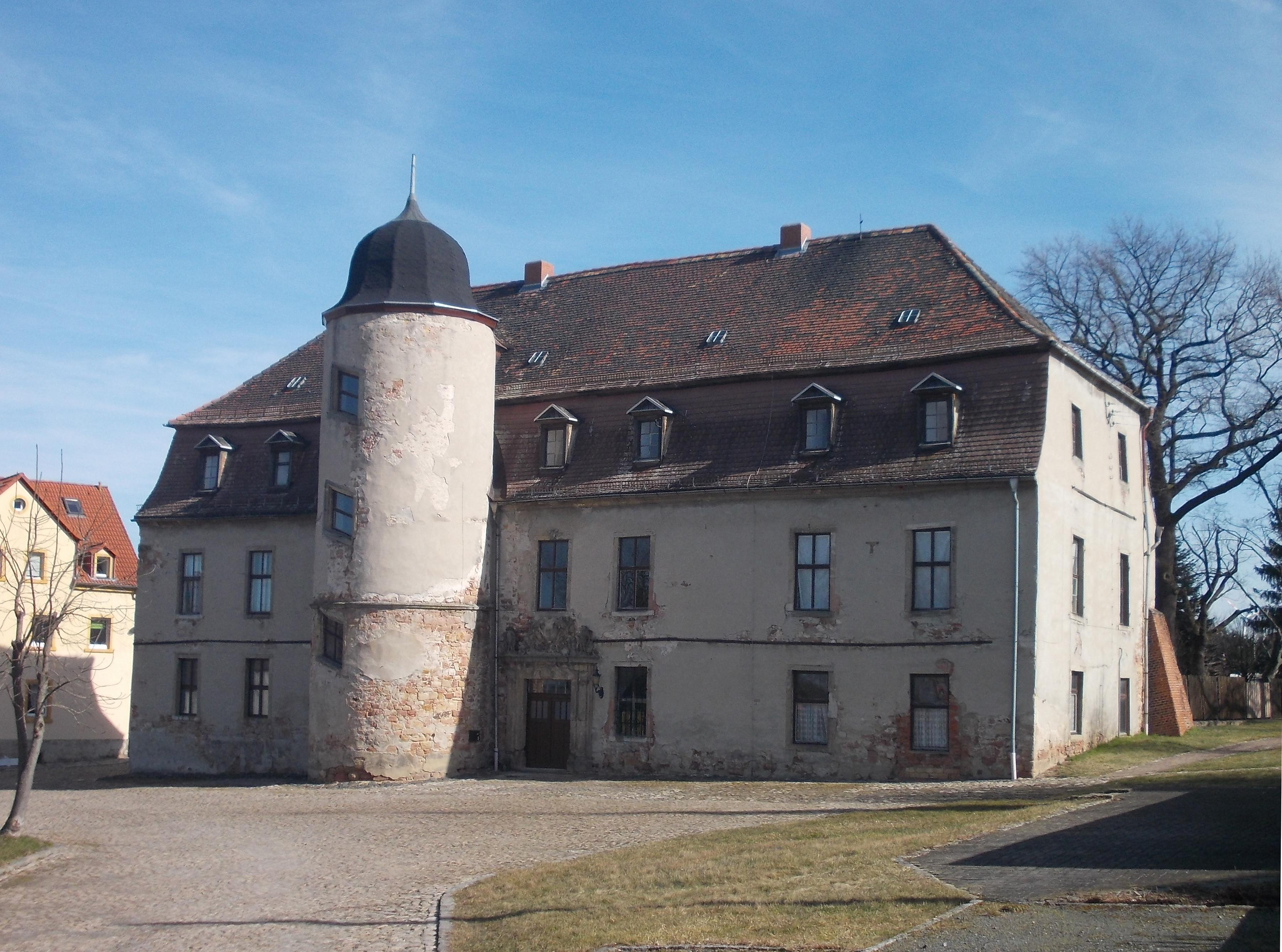
Herrenhaus

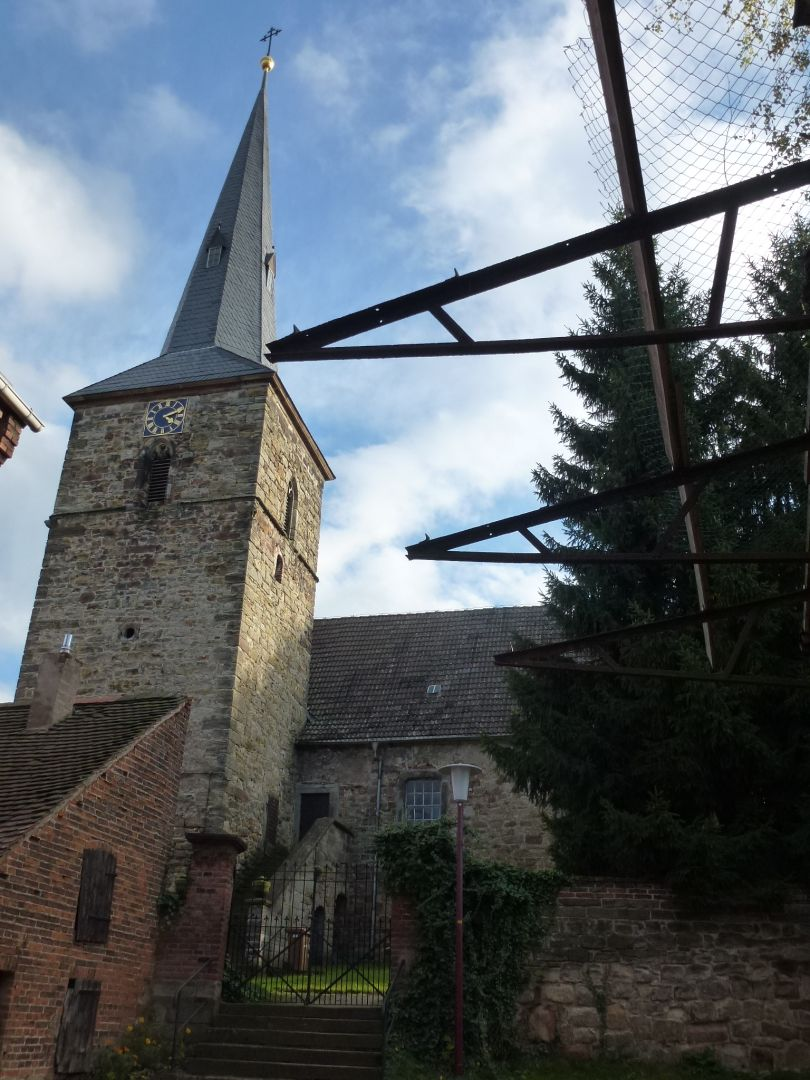
Kirche

Gröbitz liegt zwischen Halle (Saale) und Gera.

## Geschichte
Die Ortschaft wurde am 28. Februar 1135 erstmals urkundlich erwähnt. Im Ort hatten verschiedene weltliche und geistliche Herrscher Besitz. Ein Teil des Orts gehörte nach einer Beschreibung in einer Urkunde des Markgrafen Dietrich von Landsberg von 1278 zum hochstiftlich-naumburgischen Burgward Schönburg, aus dem sich im Spätmittelalter das Amt Schönburg entwickelte. Ein anderer Anteil von Gröbitz gehörte den Herren von Bünau zu Teuchern, welche als Ministeriale unter den Bischöfen des Bistums Naumburg dienten. Der halbe Ort war noch 1545 unter ihrer Gerichtsbarkeit.
Während die innerhalb des Amts Schönburg gelegenen Besitzungen von Gröbitz wüst fielen, blieben die außerhalb des Burgwardbezirks liegenden Rittergüter und Besitzungen mit dem 1451 in einer Urkunde erwähnten Dorf bestehen. Diese gehörten zum wettinischen Amt Weißenfels, mit welchem sie seit 1547 zum albertinischen Kurfürstentum Sachsen und zwischen 1656/57 und 1746 zum albertinischen Sekundogenitur-Fürstentum Sachsen-Weißenfels gehörten. Durch die Beschlüsse des Wiener Kongresses kam Gröbitz 1815 zu Preußen und wurde 1816 dem Landkreis Weißenfels im Regierungsbezirk Merseburg der Provinz Sachsen zugeteilt, zu dem er bis 1944 gehörte.
Am 20. Juli 1950 wurde die bis dahin eigenständige Gemeinde Schmerdorf eingegliedert.
Aus der Stadt Teuchern und den Gemeinden Deuben, Gröben, Gröbitz, Krauschwitz, Nessa, Prittitz und Trebnitz wird zum 1. Januar 2011 per Gesetz die Einheitsgemeinde Stadt Teuchern gebildet. Mit Bildung der neuen Stadt werden die an der Neubildung beteiligte Stadt und die beteiligten Gemeinden aufgelöst. Außerdem hörte die Verwaltungsgemeinschaft Vier Berge-Teucherner Land, in der alle vereinigten Gemeinden organisiert waren, auf zu existieren.

## Politik

### Gemeinderat
Der ehemalige Gemeinderat von Gröbitz setzte sich aus 8 Einzelbewerbern zusammen. (Stand: Kommunalwahl am 13. Juni 2004)

### Bürgermeister
- 2006 – Selwith Patzak
- Martina Salditt
- bis 2025 Horst Joyko
- seit 2025 Alexander Blome

## Sehenswürdigkeiten
- Das Herrenhaus des Rittergutes (Schloss), erbaut 1512
- Kirchenbau aus der ersten Hälfte des 18. Jahrhunderts

## Verkehr
Die Ortschaft liegt in unmittelbarer Nähe der Bundesautobahn 9, die Anschlussstelle Osterfeld (21) ist rund drei Kilometer entfernt.

## Persönlichkeiten
- Adolph Bernhard Carl Großmann (1817–1906), evangelisch-lutherischer Pfarrer und Autor
- Otto Jaeger (1835–1902), preußischer Verwaltungsjurist, 1866 kommissarischer Landrat im Kreis Eupen
- Johann Christoph Gottlob Schumann (1836–1900), Pädagoge, preußischer Regierungs- und Schulrat, Schriftsteller, Schul- und Lehrbuch-Autor